# حسن‌خان (مینودشت)
حسن‌خان، روستایی است از توابع بخش مرکزی شهرستان مینودشت در استان گلستان ایران.

## جمعیت
این روستا در دهستان چهل‌چای قرار داشته و بر اساس سرشماری سال ۱۳۸۵ جمعیت آن ۹۹۱ نفر (۲۴۴ خانوار) بوده‌است.